# Fabian Pantaglou
Fabian Pantaglou (né le 28 avril 1966 à Annecy) est un coureur cycliste français, professionnel en 1989.

## Biographie
En 1984, Fabian Pantaglou devient vice-champion de France sur route juniors (moins de 19 ans). Il termine ensuite troisième de Paris-Roubaix amateurs en 1988.
Il passe professionnel en 1989 dans l'équipe Fagor-MBK,. Cinquième d'une étape de la Route du Sud, il mène également une longue offensive en solitaire lors du championnat de France. Non conservé, il redescend dès l'année suivante chez les amateurs, où il continue sa carrière au début des années 1990.

## Palmarès
- 1984
  - 2e du championnat de France sur route juniors
- 1985
  - 2e du Tour du Loiret
  - 3e du Tour de Seine-et-Marne
- 1988
  - Route du Pays basque
  - 3e de Paris-Roubaix amateurs
- 1991
  - 3e de Paris-Vierzon
- 1992
  - 2e de Paris-Laon
- 1993
  - 3e de Paris-Laon